# Shubert Theatre
Lo Shubert Theatre è un teatro di Broadway, sito nel quartiere di Midtown Manhattan di New York.

## Storia
Progettato da Henry Beaumont Herts, lo Shubert Theatre aprì al pubblico il 2 ottobre 1913 e fu chiamato così in onore del produttore Sam S. Shubert. Il teatro fu inaugurato con una produzione di Amleto con Sir John Forbes-Robertson, a cui seguì la prima del Cesare e Cleopatra di George Bernard Shaw. Nel 1975 il teatro ospitò la prima produzione di Broadway di A Chorus Line: il musical si rivelò un enorme successo di critica e pubblico, vinse il Premio Pulitzer per la drammaturgia e rimase in cartellone per oltre seimila rappresentazioni fino al 1990.
Da allora il teatro ha ospitato alcune altre produzioni di musical longevi e di successo, tra cui Crazy for You (1992-1996), Chicago (1996-2003), Spamalot (2005-2009), Memphis (2009-2012) e Matilda the Musical (2013-2017). Nel 2017 un revival di Hello, Dolly! con Bette Middler divenne l'allestimento più redditizio della storia dello Shubert Theatre, sbancando il botteghino nella settimana del 15 ottobre 2017 con oltre due milioni di dollari di incassi. Nel corso degli oltre cent'anni della sua storia, le scene del teatro sono state calcate da importanti star internazionali come Angela Lansbury, Rupert Everett, Tim Cury, Bernadette Peters, Bette Midler, Ed Harris e Glynis Johns. Il teatro è stato inoltre la location di otto edizioni dei Tony Award, più di qualunque altro teatro di Broadway.

## Nella cultura di massa
Uno dei più rappresentativi teatri di Broadway, lo Shubert Theatre presenzia in numerosi film e serie televisive ambientate nel mondo del teatro newyorchese, tra cui Eva contro Eva, The Producers - Una gaia commedia neonazista, Smash e, in una versione animata, I Griffin.